# Banyoles
Banyoles est une commune de la comarque de Pla de l'Estany dans la province de Gérone en Catalogne (Espagne).

## Géographie
La ville est connue pour son lac, le plus grand lac naturel de Catalogne et de la péninsule Ibérique. Le lac accueille ainsi les épreuves d'aviron lors des Jeux olympiques d'été de 1992 de Barcelone.

## Toponymie
Un document du IXe siècle mentionne le lieu sous le nom de Balneolas, nom dérivé du latin balneum, terme désignant une lagune. L'origine du nom est similaire à celle de Banyuls.

## Politique et administration

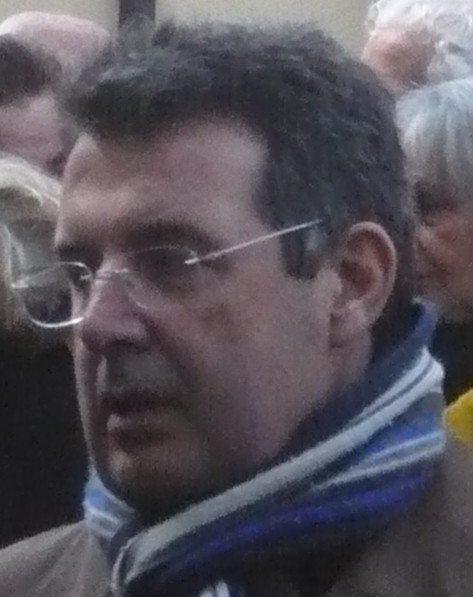
Miquel Noguer i Planas (2013)

| Période | Période  | Identité               | Étiquette              | Qualité |
| ------- | -------- | ---------------------- | ---------------------- | ------- |
| 1979    | 1983     | Salvador Juncà         | ERC                    |         |
| 1983    | 1991     | Pere Hernández         | CiU                    |         |
| 1991    | 1999     | Joan Solana Figueras   | Plataforma Progresista |         |
| 1999    | 2007     | Pere Bosch Cuenca      | ERC                    |         |
| 2007    | en cours | Miquel Noguer i Planas | CiU                    |         |

### Jumelages
- Céret,  France, depuis le 27 octobre 2004 ;
- Condega,  Nicaragua, depuis le 28 décembre 1985 ;
- Segundo Montes,  Salvador, depuis le 28 octobre 1999.

## Patrimoine

### Musées
- Musée archéologique régional de Banyoles

## Personnalités liées à la commune
- Fidela Oller (1869-1936) sœur de Saint Joseph de Gérone vénérée comme bienheureuse et martyre par l'Église catholique, née à Banyoles.
- Pere Verdaguer (1929-2017) : écrivain né à Banyoles ;
- Josep Navarro Santaeulàlia (1955-) : écrivain né à Banyoles ;
- Albert Serra (1975-) : réalisateur né à Banyoles ;
- Andreu Fontàs (1989-) : footballeur né à Banyoles.

## Galerie de photos

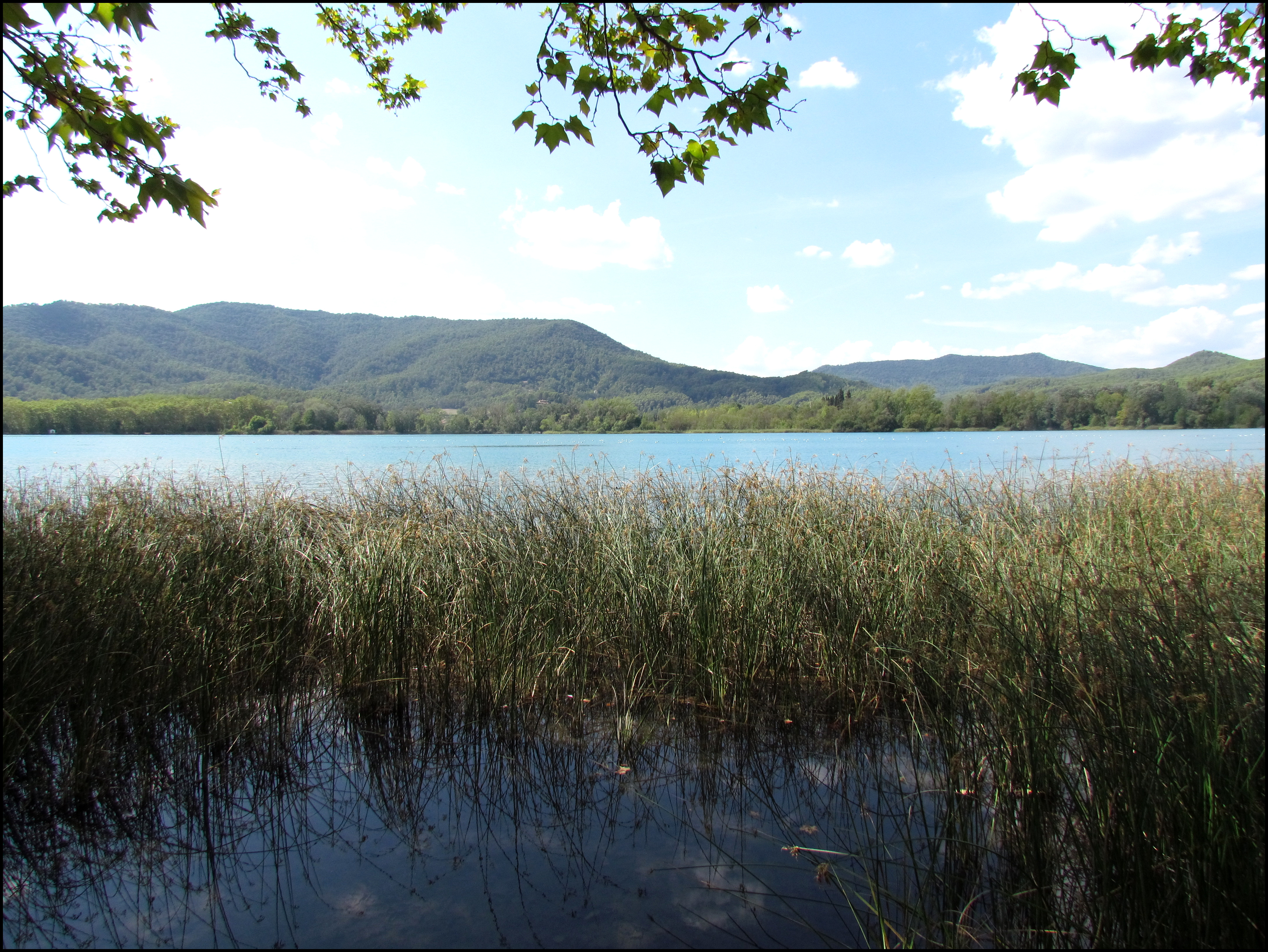
Lac de Banyoles (vue 1) .
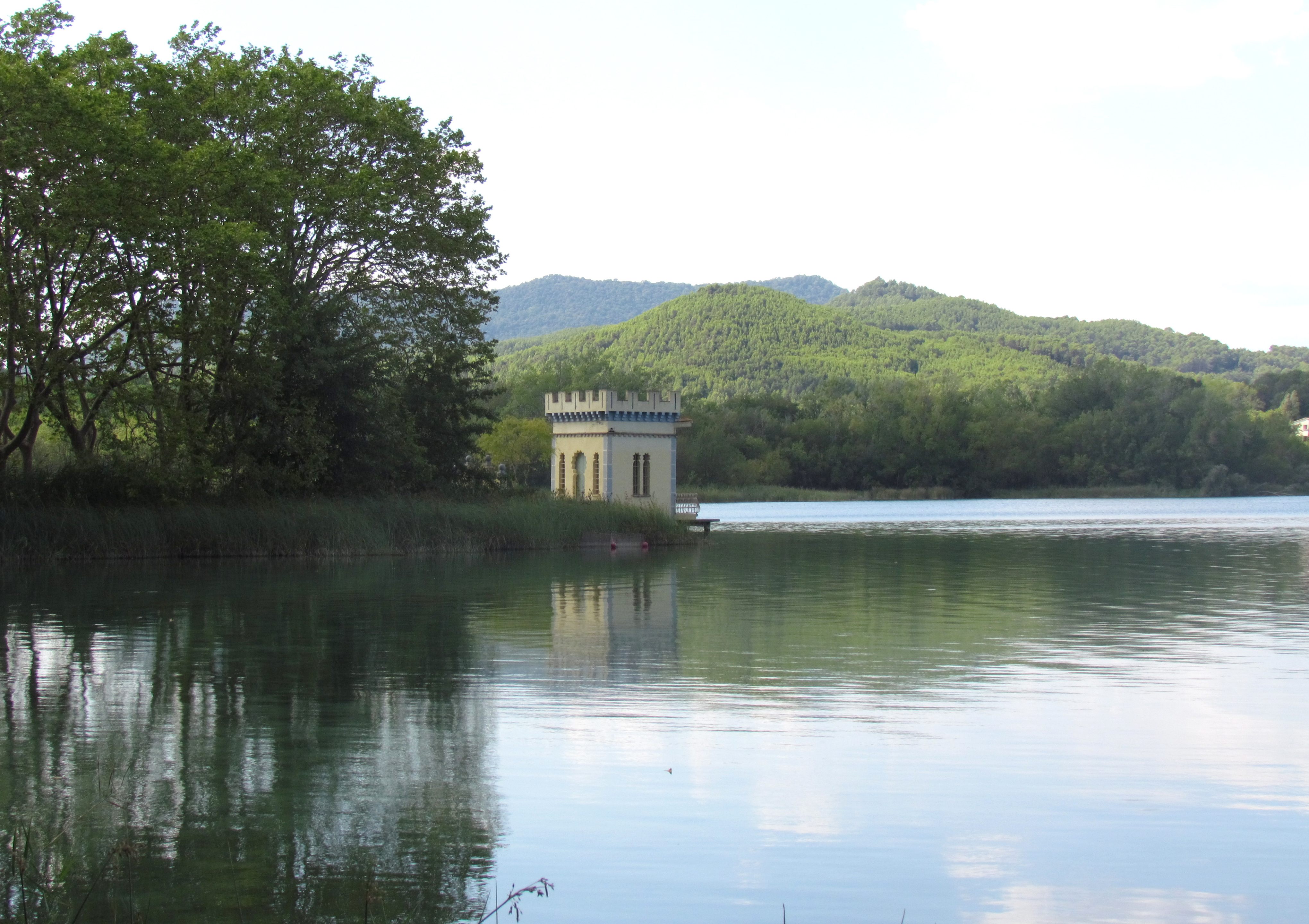
Lac de Banyoles (vue 2) .
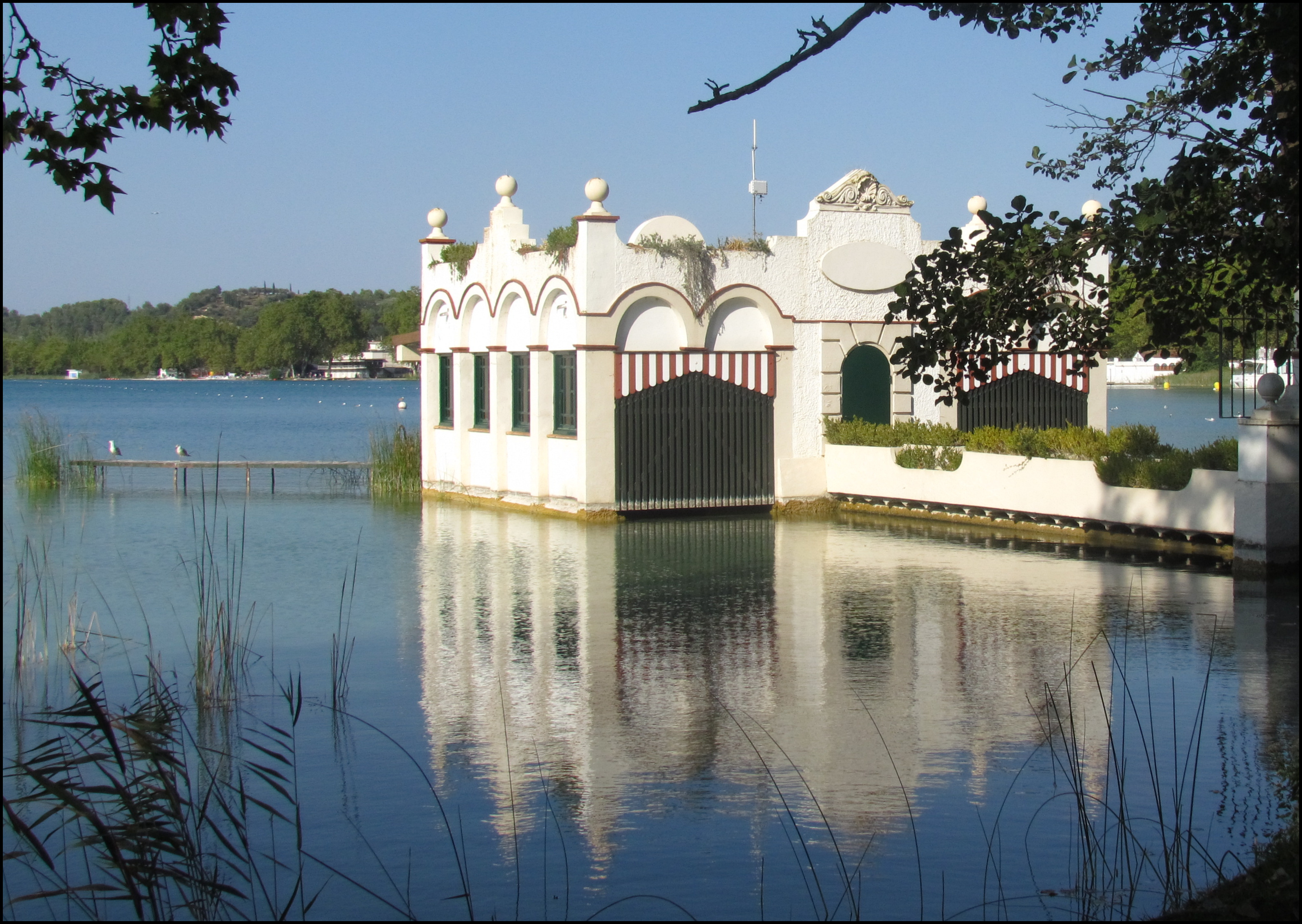
Lac de Banyoles (vue 3) .
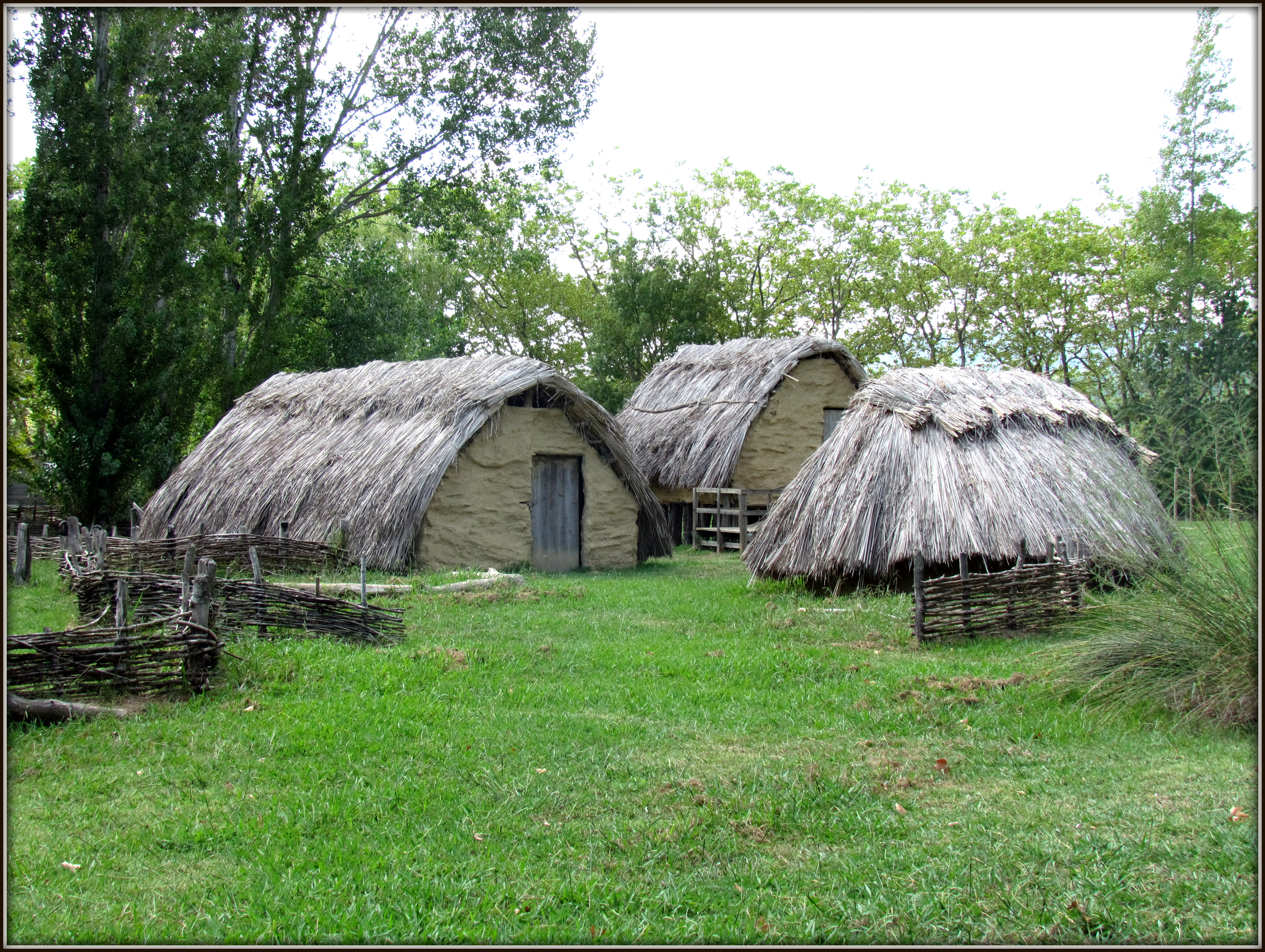
Reconstitution d'un habitat du néolithique sur la rive du lac.